# St. Martin (Sonnendorf)

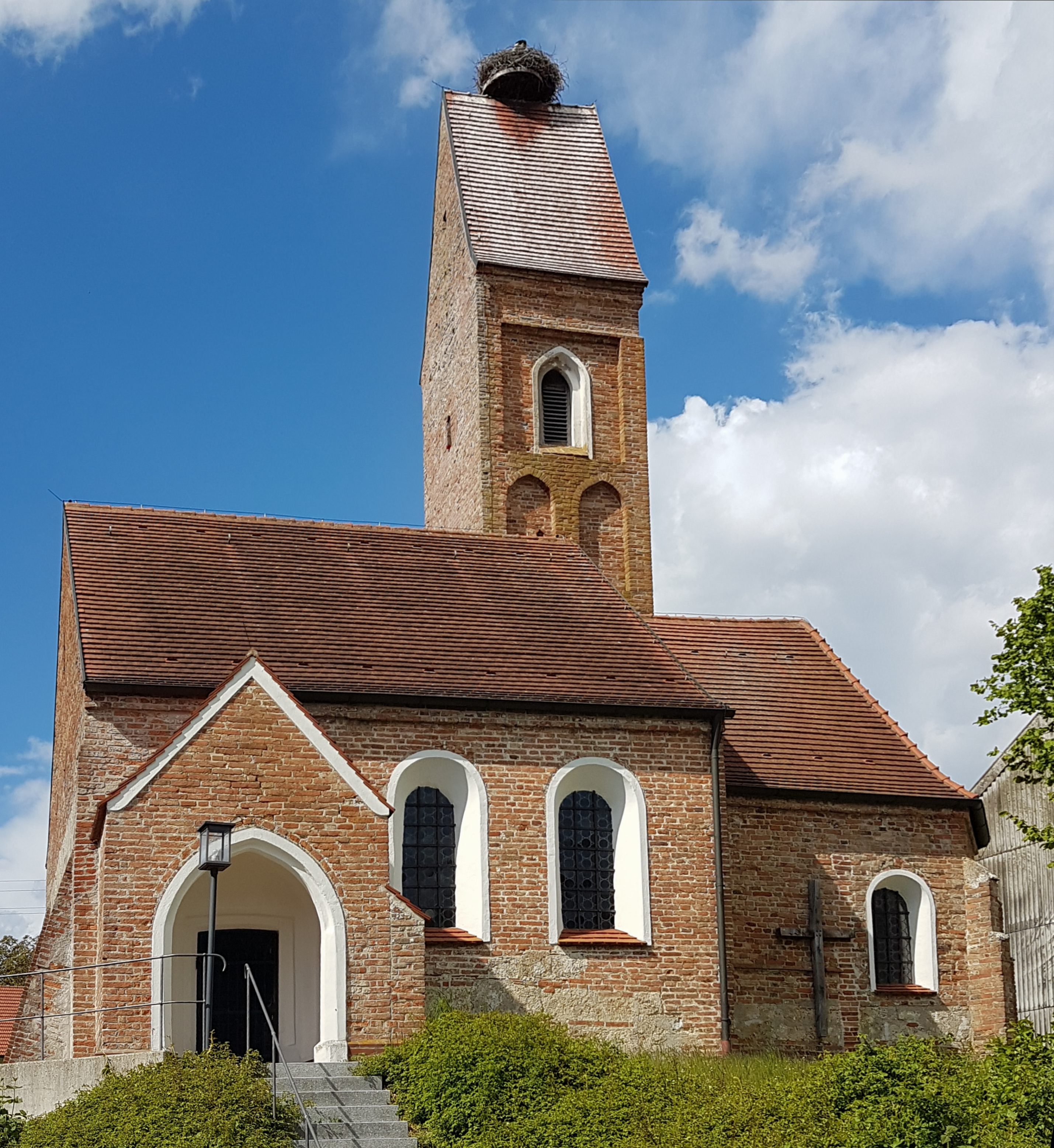
St. Martin in Sonnendorf

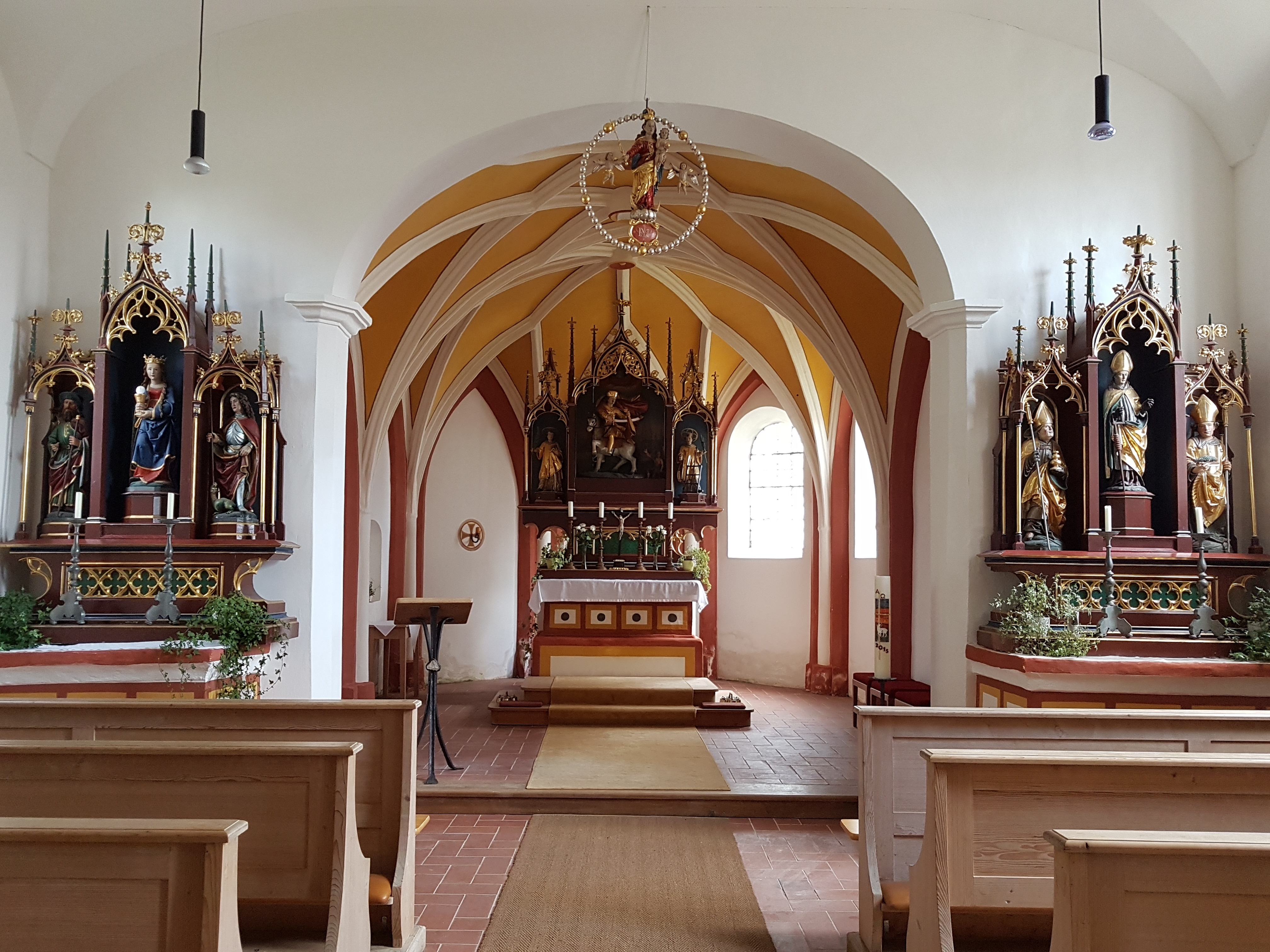
Innenraum

Die römisch-katholische Filialkirche St. Martin steht in Sonnendorf, einem Gemeindeteil von Wörth im oberbayerischen Landkreis Erding. Sie ist in der Liste der Baudenkmäler in Wörth (Landkreis Erding) unter der Nummer D-1-77-144-12 eingetragen. Die Kirche gehört zum Dekanat Erding im Erzbistum München und Freising.

## Beschreibung
Die backsteingotische Saalkirche wurde in der zweiten Hälfte des 15. Jahrhunderts erbaut. Sie besteht aus dem Langhaus, dem von Strebepfeilern gestützten eingezogenen Chor mit Fünfachtelschluss im Osten und dem im Kern aus dem 14. Jahrhundert stammenden Chorflankenturm an der Nordwand des Chors. Auf dem Satteldach des im obersten Geschoss den Glockenstuhl enthaltenden Turms ist eine Plattform als Nistplatz für Störche angebracht. Der Eingang befindet sich in einem Vorbau an der Südwand des Langhauses. Der Innenraum des Langhauses ist mit einem Tonnengewölbe überspannt, der des Chors mit einem Netzgewölbe.
Der Hochaltar ist neogotisch. Im mittleren großen Schrein steht eine Statue des Kirchenpatrons, des heiligen Martin von Tours. Dargestellt ist die Szene, wie er auf dem Pferd sitzend mit einem Bettler seinen Mantel teilt. In den seitlichen Schreinen des Altars ist es links der heilige Stephanus und rechts der heilige Laurentius von Rom. Die Figuren stammen wahrscheinlich aus dem frühen 18. Jahrhundert.